# Norka López Zamarripa

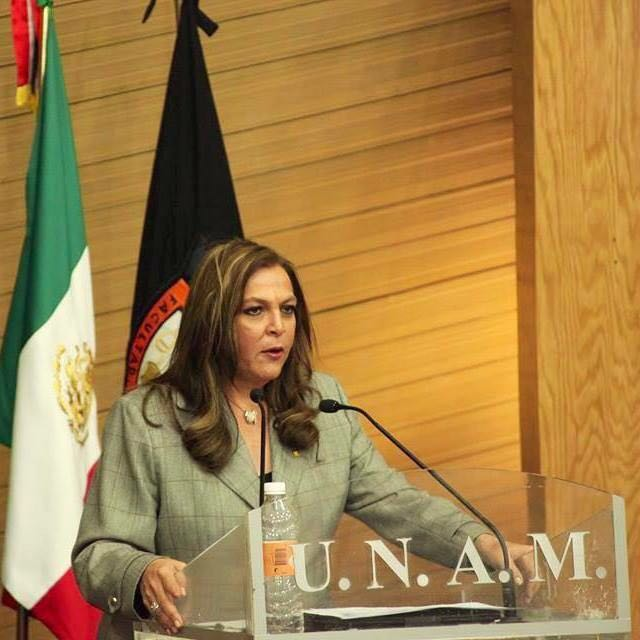
Dra. Norka López Zamarripa.

Norka López Zamarripa (n. Ciudad de México, 14 de julio de 1961) es una abogada, jurista y académica mexicana, egresada de la Facultad de Derecho (Universidad Nacional Autónoma de México). Obtuvo la especialidad, maestría y doctorado en Derecho internacional por la División de Estudios de Posgrado de la Universidad Nacional Autónoma de México. Investigadora Nacional por el Sistema Nacional de Investigadores nivel I (SNI) CONACYT.
Actualmente, es Consejera Técnica propietaria en el H. Consejo Técnico de la Facultad de Derecho UNAM y Presidenta del Colegio de Profesores de Derecho Internacional Privado de la Facultad de Derecho UNAM.

## Vida académica
Es profesora e investigadora de carrera en la Facultad de Derecho y en la División de Estudios de Posgrado de la Universidad Nacional Autónoma de México, con una antigüedad docente de 35 años, en donde imparte las materias, Derecho Internacional Público y Derecho internacional privado, Derecho de los Tratados, Organismos internacionales, Ser Universitario y Cultura de la Legalidad y Derecho Penal Internacional. En el año 2006, 2010, 2011 y 2021 respectivamente, el H. Consejo Técnico de la Facultad de Derecho le otorgó, las Cátedras Extraordinarias «Raúl Cervantes Ahumada», «Héctor González Uribe», la Cátedra Especial «Mario de la Cueva» y la Cátedra Extraordinaria "Rigoberta Menchú Tum", en reconocimiento a su desempeño académico, responsabilidad profesional y por su valiosa aportación a la ciencia jurídica.

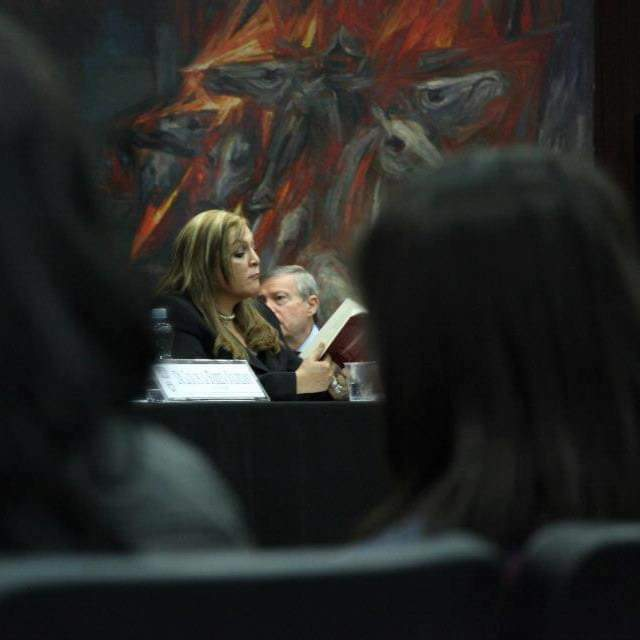
Dra. Norka López Zamarripa durante un evento en el Auditorio Benito Juárez de la Facultad de Derecho de la UNAM

Ha sido profesora visitante en diversas universidades nacionales y extranjeras, ha dictado cursos, conferencias y ha participado en coloquios y congresos internacionales, ha realizado 18 diplomados en diversas materias jurídicas. Es miembro del Comité Mexicano de Naciones Unidas para el Derecho internacional, ha sido consultora de la Organización de Estados Americanos OEA y del Consejo Internacional de Monumentos y Lugares de Interés Artístico e Histórico ICOMOS, para el cual sigue efectuando investigaciones sobre el Patrimonio Cultural de la Humanidad.
Consultora externa de la Secretaría de Relaciones Exteriores (México), ha recibido diferentes premios y distinciones por parte de Organismos internacionales, entre ellos del Alto Comisionado de las Naciones Unidas para los Refugiados (Acnur) y del Fondo de las Naciones Unidas para la Infancia (Unicef).
En el año 2006, fue elegida por la H. Asamblea Legislativa del Distrito Federal (México) IV Legislatura, Magistrada Electoral Supernumeraria del Tribunal Electoral del Distrito Federal, para el periodo 2007-2015.
En los años 2007-2008, fue invitada por los Gobiernos de Guatemala, Argentina, Perú, Brasil y Paraguay, como observadora electoral. Es miembro de número de la Legión de Honor Nacional, de la Academia Mexicana de Derecho Internacional y miembro pleno de la Asociación Americana de Derecho Internacional Privado.

## Libros

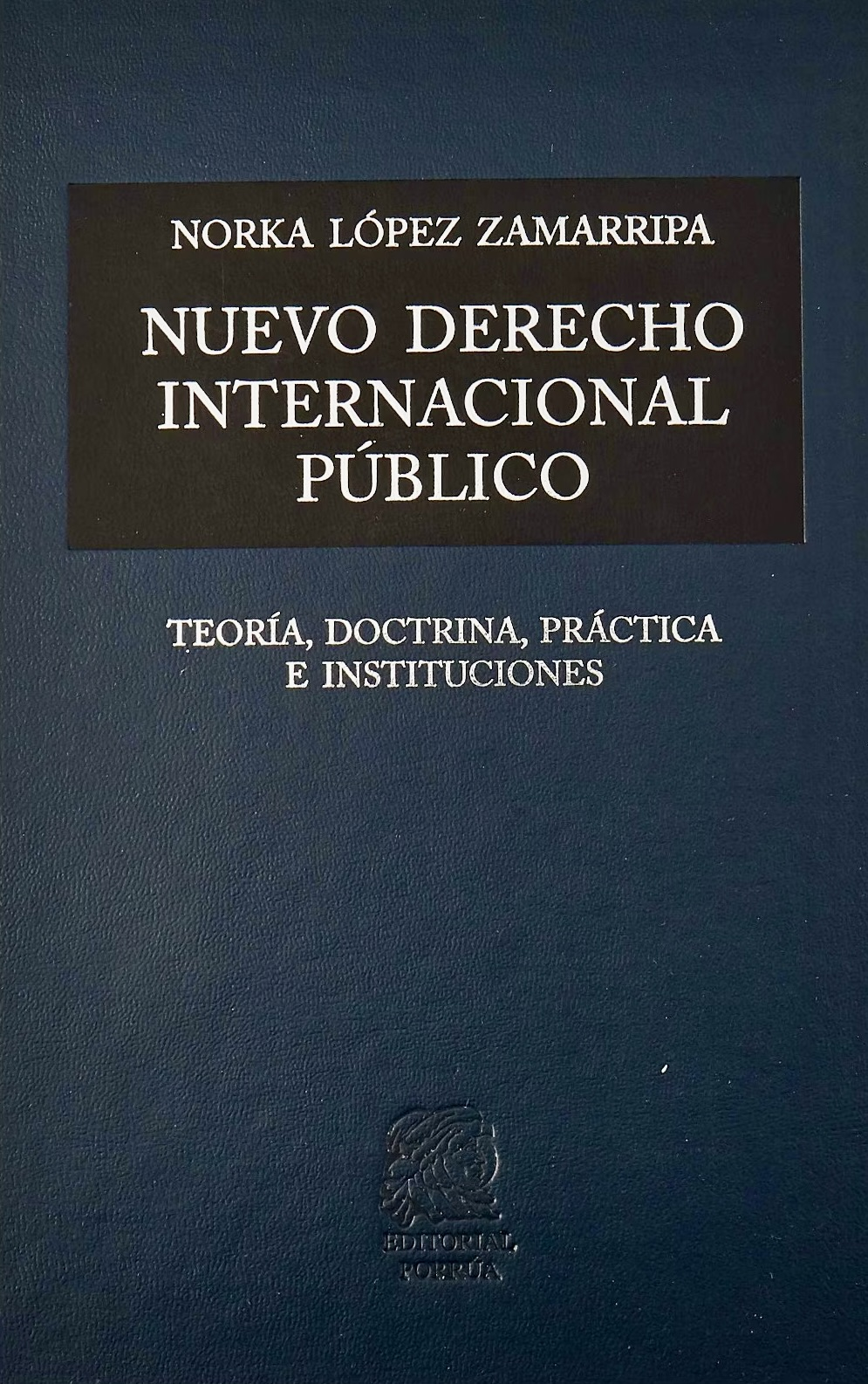

- Los Monumentos Históricos, Arqueológicos Patrimonio de la Humanidad en el Derecho Internacional.
- El Futuro del Sistema Jurídico Nacional e Internacional del Patrimonio Cultural.
- Recuperación de Bienes Culturales.
- Derecho Internacional Público.
- El Nuevo Derecho Internacional Público: Doctrina, Práctica, Instituciones»; Galardonado por la Facultad de Derecho (Universidad Nacional Autónoma de México) con el premio IUS 2009, a la mejor publicación en derecho internacional de los últimos años.[4] Actualmente, el libro cuenta con una segunda edición actualizada y adicionada con temas novedosos y que son de necesaria comprensión en la compleja sociedad internacional, la obra es prologada por la Dra. Rigoberta Menchú Tum premio Nobel de la Paz y presentada por esta, la autora y destacados juristas en la Facultad de Derecho de la Universidad de San Carlos en Guatemala  el 27 de febrero de 2019.[5]
- COVID-19. Análisis, retos y soluciones de la pandemia desde una perspectiva jurídica. Coordinadora del libro en conjunto con el Dr. Raúl Contreras Bustamante.
- Memoria Ajena y demás cuentos»; incursionando con gran aceptación en el género literario del cuento.
- Sebastián la dinámica mental de un escultor.
- Teoría y práctica del Derecho de los Tratados Internacionales.
- Coautora del libro “El camino de la docencia femenina. 50 miradas de mujeres profesoras de la facultad de derecho de la UNAM”, el cual es publicado por Editorial Libitum S.RL. de C.V., primera edición 2023. ISBN 978-607-99159-2-6.
- Enciclopedia de los Derechos Humanos de la Facultad de Derecho UNAM, Tomo III.

## Artículos especializados
- La Contaminación transfronteriza México-Estados Unidos.
- La Contaminación de los Mares: un mal Global.
- Inversión Extranjera y el TLC.
- La Crisis de la Soberanía Estatal y los nuevos sujetos del Derecho Internacional Contemporáneo.
- El Éxodo Internacional de los Refugiados.
- Los Organismos no Gubernamentales en Latinoamérica.
- El Patrimonio Cultural Tangible e Intangible.
- Tendencias Actuales de la Integración Económica. En la Revista jurídica, científica y arbitrada por la Universidad Nacional Autónoma de México “AMICUS CURIAE”, editada por la División de Educación a Distancia, Facultad de Derecho, UNAM, ISSN: 1870-8722 Volumen XV, año IV número 4 México 2011.
- ¿Por qué es necesaria la integración económica en América Latina? en la Revista de la Facultad de Derecho, UNAM, ISSN: 1870-8722, Tomo LXII Núm. 258. México 2012.[6]
- Los Desafíos de México en el hemisferio americano Inserción Internacional e Integración Regional en el Escenario Global. En la Revista jurídica, científica y arbitrada por la Universidad Nacional Autónoma de México “AMICUS CURIAE”, editada por la División de Educación a Distancia, Facultad de Derecho, 2 época UNAM, ISSN: 2395-9045, Volumen I, número 1, México 2012.
- El Nuevo Orden Educativo: Educación a Distancia, Nuevas Tecnologías y Docencia Universitaria. En la Revista de la Facultad de Derecho de México Facultad de Derecho UNAM. ISSN: 1870-8722, Tomo LXIII, Número 259, enero-junio 2013.
- La Importancia de la Soberanía y el Estado Constitucional en el Derecho Internacional. En la Revista de la Facultad de Derecho de México Facultad de Derecho UNAM. ISSN: 1870-8722, Tomo LXVII, enero-abril 2017, Número 267.
- Los Tratados Internacionales en el Sistema Jurídico Mexicano. En la Revista Jurídica de la Facultad de Derecho “TOHIL”, arbitrada por la Universidad Autónoma de Yucatán.  ISSN: 2007-6673, Número 41, enero-Julio 2018.
- Políticas y Normatividad de la Migración Internacional en México. En el Anuario de Derecho Internacional Privado, Arbitrado por la Fundación Española para la Ciencia y la Tecnología. ISSN: 1578-3138.
- Análisis de la Convención de 1970 sobre bienes culturales, a 50 años de su aprobación. En Cuatro Tratados primordiales para la política exterior de México. Secretaría de Relaciones Exteriores. 2021. ISBN: 978-607-446-218-0.

## Distinciones
- Premio «Sor Juana Inés de la Cruz» edición 2012 otorgado por la Universidad Nacional Autónoma de México.
- Galardón «Choca de Oro» edición 2012 entregado por el Estado de Tabasco.
- Galardón «Pakal de Oro» edición 2012 otorgado por el Estado de Chiapas.
- Condecoración de Estado «Ius Ambiens Lumen Orbis» 2013 entregado por el gobierno de la República del Perú.
- Galardón «Itzcoatl» 2016 otorgado por los Vigías del Patrimonio Cultural y CONACULTA, al mérito por la defensa del Patrimonio Cultural de la Humanidad.
- Galardonada con el «Mérito Universitario» 2014 por sus 25 años ininterrumpidos de Docencia Universitaria, otorgado por la Universidad Nacional Autónoma de México.
- Dos distinciones otorgadas por el Alto Comisionado de Naciones Unidas y la Unesco.
- Doctorado honoris causa otorgado por el Colegio Nacional de Doctores Honoris Causa, al mérito por una vida dedicada a la academia y la investigación. Impuesto en ceremonia togada el 7 de mayo de 2019, en el Antiguo Palacio de Medicina.
- Reconocimiento al Mérito Jurídico por su trayectoria de Excelencia en el ejercicio de la Abogacía Internacional, otorgado el 12 de julio de 2019, por el Claustro Nacional de Doctores Honoris Causa.
- Reconocimiento al Mérito Jurídico por su trayectoria de excelencia Académica en la Universidad Nacional Autónoma de México y en el ejercicio de la abogacía, otorgado el 12 de julio de 2019, por la Asociación Interdisciplinaria de Juristas de México.
- Galardón Mujer Líder 2020, otorgado por la Fundación Cultural Forjadores de México, otorgado en ceremonia en el Casino Militar, el 7 de marzo de 2020.
- Reconocimiento al Mérito Jurídico 2020, por su trayectoria de excelencia en la docencia jurídica y en el ejercicio de la Abogacía Internacional. Otorgado por el Claustro Nacional de Doctores Honoris Causa, el 12 de julio de 2020.
- Reconocimiento por la destacada trayectoria profesional, en el marco del día internacional de la mujer, otorgado por el Congreso Nacional de la Abogacía, el 8 de marzo de 2021.
- Reconocimiento por la destacada trayectoria profesional, en el marco del día del abogado, otorgado por el Congreso Nacional de la Abogacía, el 12 de julio de 2023.
- Reconocimiento otorgado por la Fundación Cultural Forjadores de México, A.C., por la destacada trayectoria. Diciembre de 2023
- Presea y Diploma “Ignacio L. Vallarta”, en grado de Excelencia, otorgada por el Consejo Nacional de la Abogacía, el 31 de enero de 2024.